# Titanoeca nivalis
Espèce
Synonymes
- Titanoeca silvicola Chamberlin, 1947

Titanoeca nivalis est une espèce d'araignées aranéomorphes de la famille des Titanoecidae.

## Distribution
Cette espèce se rencontre en zone holarctique.

## Description
Les mâles mesurent de 4,5 à 6,0 mm et les femelles de 4,5 à 7,0 mm

## Publication originale
- Simon, 1874 : Les arachnides de France, Paris, vol. 1, p. 1-272.